# ملکه دان‌گیونگ
ملکه دان‌گیونگ (کره‌ای: 단경왕후؛ ۷ فوریه ۱۴۸۷ – ۲۷ دسامبر ۱۵۵۷) با نام شخصی شین چه‌کیونگ، از قبیله گوچانگ شین، اولین ملکه هم‌نشین یی یوک، پادشاه جونگ‌جونگ، یازدهمین پادشاه چوسان اعطا شد. او ملکه چوسان به مدت هفت روز در سپتامبر ۱۵۰۶ بود و پس از آن با عنوان ملکه شین عزل‌شده (کره‌ای: 폐비 신씨) شناخته شد.

## در فرهنگ عامه
- بازی شده توسط کیم هی جونگ در مجموعه تلویزیونی سال ۲۰۰۱ اس‌بی‌اس، بانوان در قصر
- بازی شده توسط یون سوک هوا در مجموعه تلویزیونی سال ۲۰۱۷ اس‌بی‌اس، سایمدانگ، خاطرات درخشان
- بازی شده توسط پارک مین یونگ و پارک شی اون در مجموعه تلویزیونی سال ۲۰۱۷ کی‌بی‌اس۲، ملکه هفت روزه